# Ragga
Ragga ou Dancehall é um gênero de música eletrônica dentro do reggae surgido na Jamaica, em meados dos anos 80, sendo Wayne Smith considerado o primeiro a gravar uma música no estilo ("Under Mi Sleng Teng").

## Características
O dancehall (popularmente também chamado de ragga) é uma das várias vertentes que fazem parte do reggae. Surgiu nos anos 80 na Jamaica e caracteriza-se por ter batidas dançantes com timbres digitais. Ragga é a abreviação da gíria raggamuffin', usado pela juventude dos guetos de Kingston (capital da Jamaica) para se referir à alguém como "maloqueiro". O termo ragga se refere ao estilo de vocal para fazer rimas sobre os riddims, enquanto que o termo dancehall se refere ao tipo de batida. Devido aos custos relativamente baixos de ritmos (riddims) feitos por sintetizadores, o dancehall se transformou na modalidade preferida para muitos produtores jamaicanos, pois também os permitiu a fugir da ideia do reggae “roots”, pois não precisava ser feito com a mesma fé que os rastafaris usavam para compor um reggae. Embora o dancehall seja ligado nas mentes de muitos com o DJ que brinda os cantores com fortes batidas, os cantores dirigem-se frequentemente a interesses românticos e de rastafari, e os dois estilos vocais são misturados frequentemente. O primeiro registro do ragga/dancehall foi em 1985 com a canção de Wayne Smith "Under Mi Sleng Teng" que foi produzida por King Jammy e composta em torno de um ritmo pré-programado em um teclado Casio MT-40. Seu impacto foi imediato mundialmente. Durante os anos 90 o dancehall continuou firmemente como o som mais popular nos bailes jamaicanos. Começou a incorporar técnicas de amostragem do hip-hop, e diversos de seus artistas marcaram batidas do crossover nos Estados Unidos. O dancehall foi também uma influência importante na cena original de jungle/drum'n'bass do Reino Unido. O estilo de vocal ragga também é considerado uma parte do hiphop.

## História

### Origens
O dancehall é um estilo musical popular jamaicano que nasceu no fim dos anos 70. A princípio era um estilo mais escasso e menos político e religioso do reggae do que o estilo reggae roots que dominou a maior parte dos anos 70.
O estilo moderno do dancehall é híbrido e caracteriza-se por um "seletor" (DJ) ou um “deejay” (MC) que canta e produz as próprias batidas (riddim) com colagens de reggae ou com recursos musicais originais. Geralmente são abordados temas sensuais e de rude boys. A estrutura musical é enraizada no reggae embora os ritmos jogados digitalmente o tornem consideravelmente mais rápido e dançante.
Em meados dos anos 80, o instrumental ficou mais digital mudando o som consideravelmente. Com o tempo o dancehall digital (ou o popular "ragga") foi cada vez mais sendo caracterizado por ritmos mais acelerados com pouca conexão com os ritmos do início do reggae. Pelos anos 90, o cruzamento do dancehall com muitos artistas de hiphop e gangsta rap era comum.
O estilo de dancehall moderno também é popularmente conhecido como bashment.

### Ragga/Dancehall, o reggae digital
O hit "(Under Me) Sleng Teng" de Wayne Smith, com um riddim totalmente digital produzido por King Jammy em 1985, levou o reggae dancehall a outro nível. Muitos creditam essa música como sendo o primeiro riddim digital do reggae. Utilizando um teclado Casio MT-40, King Jammy levou o reggae ao dancehall digital, ou a era do ragga. No entanto isso não está muito certo, já que há exemplos de produções digitais feitas antes como o single "Sensi Addict" de Horace Ferguson produzido por Prince Jazzbo em 1984. O riddim "Sleng Teng" é um dos que mais foram gravados e refeitos ao longo dos tempos.
O estilo de cantar dos deejays acompanhado dessa musicalidade mais digital se separou dos conceitos tradicionais da música popular jamaicana. Se nos anos 70 o reggae era vermelho-dourado-verde (cores da bandeira rastafari), na década seguinte se tornou uma corrente de ouro. Foi removido de sua postura cultural roots, e houve vários debates entre puristas do roots, que questionavam se aquile estilo musical ainda seria considerado como sendo uma extensão da música reggae.
Essa mudança no estilo novamente viu o surgimento de uma nova geração de artistas, como Shabba Ranks (que se tornou o mais conhecido artista de ragga no mundo), Supercat, Cutty Ranks, Burro Banton. Houve um novo leque de produtores que também se destacaram: Philip "Fatis" Burrell, Dave "Rude Boy" Kelly, George Phang, Hugh "Redman" James, Donovan Germain e Bobby Digital. Wycliffe "Steely" Johnson e Cleveland "Clevie" Brown, conhecidos por Steely & Clevie, chegaram a desafiar a posição de Sly & Robbie como os líderes na produção de riddims na Jamaica. Os deejays foram ficando cada vez mais focados em letras de slackness (sexo) e violência. Artistas como Bounty Killer, Mad Cobra, Ninjaman e Buju Banton acabaram se tornando grandes figuras no gênero.
Para acompanhar o som mais pesado dos deejays, surgiu um estilo mais leve de vocal que veio do reggae roots e do R&B, marcado por falsetes e uma entonação quase feminina, como Pinchers, Cocoa Tea, Sanchez, Admiral Tibet, Frankie Paul, Half Pint, Conroy Smith, Courtney Melody, Carl Meeks e Barrington Levy.
No começo dos anos 90, músicas como "No No No" de Dawn Penn, "Mr Loverman" de Shabba Ranks, "Worker Man" de Patra, "Oh Carolina" de Shaggy e "Murder She Wrote" de Chacka Demus & Pliers se tornaram alguns dos primeiros super-hits de ragga/dancehall nos Estados Unidos e no mundo. Várias outras variedades de dancehall alcançaram sucesso fora da Jamaica em meados dos anos 90. Tanya Stephens mostrou um estilo distinto de vocal feminino ao gênero durante os anos 90.
Entre os anos de 1990 e 1994,houve a entrada de artistas como Burro Banton, Bounty Killer, Lady Saw, Shaggy, Diana King, Spragga Benz, Capleton, Beenie Man e uma mudança ainda maior no som do dancehall, trazida pela introdução de uma nova geração de produtores e o fim da produção de riddims tipicamente influenciados pelo controle de Steely & Clevie.
Foi a partir de 1992, com a repercussão internacional à letra considerada homofóbica da música "Boom Bye Bye" de Buju Banton (hoje já banida de seu repertório e plataformas digitais) e com a realidade da violência em Kingston (que viu a morte dos deejays Pan Head e Dirtsman), que marcou outra grande mudança no dancehall, desta vez de volta ao rastafari e aos temas culturais, com diversos artistas de ragga slackness se voltando para a religião. Assim, a cena do ragga consciente foi se tornando um movimento cada vez mais popular. Uma nova geração de "singjays" - cantores na linha mais melódica - e "deejays" surgiu voltando à era do reggae roots, como Garnet Silk, Tony Rebel, Sanchez, Luciano, Anthony B e Sizzla. Artistas como Buju Banton e Capleton, que antes se dedicavam às letras de slackness, se voltaram a escrever mais e mais sobre direitos iguais e justiça. Dessa maneira foi surgindo o reggae new roots, ou seja, o novo reggae roots, seguindo as mesmas tradições dos anos 70 porém com uma pegada mais atualizada, voltada para a nova geração.
Durante os anos 90, o ragga remanesceu firmemente como o som mais popular para os dancehalls jamaicanos. Começou a incorporar técnicas do hip-hop, e diversos de seus artistas marcaram presença no meio do hip-hop nos Estados Unidos; o ragga era também uma influência importante na cena do jungle/drum'n'bass do Reino Unido.
O começo dos anos 2000 viu o sucesso de novos artistas nas paradas musicais, como Elephant Man e Sean Paul. E cada vez mais a cena do dancehall cresceu e vários deejays e singjays foram somando nessa lista de sucesso, entre eles, Mr Vegas, Lexxus, Red Rat, Baby Cham, Wayne Marshall, Wayne Wonder, Kiprich, Damian Marley, Zumjay, Vybz Kartel, Assassin, Mavado, Idonia, Busy Signal, Gyptian e Demarco. Também houve a popularidade dos grupos vocais T.O.K e Ward 21, e a safra de cantoras/deejays como Queen Paula, Cecile, Spice, Sasha, Macka Diamond, Timberlee, Tifa, D'Angel, Natalie Storm, Ms Thing, entre várias outras.
O ragga mais voltado para o new roots também teve um grande crescimento, dividindo espaço nas festas com o ragga/dancehall. Embora os temas de ambos na maioria das vezes sejam bem diferentes, vários artistas gravam suas letras em ambos os ritmos - new roots e dancehall hardcore. Artistas jamaicanos mais voltados ao new roots com destaque internacional são Jah Mason, Chuck Fenda, Richie Spice, I Wayne, Turbulence, Fantan Mojah, Lutan Fyah, Junior Kelly, Jah Warrior, Perfect, Chezidek, Determine e a cantora Queen Ifrica, embora muitos outros aparecem a cada dia.

## Ragga Internacional
O ragga foi se expandindo além das fronteiras da Jamaica para o resto do Caribe, e acabou aos poucos atingindo outras partes do mundo. Um dos primeiros deejays brancos a se destacar internacionalmente no estilo no começo dos anos 90 foi o canadense Snow, com seu hit "Informer". Hoje em dia, os europeus Alborosie (Itália), Gentleman (Alemanha), Million Stylez (Suécia) e Ill Inspecta (Polônia) são sucesso mundial no ragga, cantando em inglês. Já o artista Collie Buddz (Bermudas) é o único cantor branco do Caribe a ter um grande reconhecimento no meio do circuito ragga internacional. Até o judeu Matisyahu (Nova York, EUA) experimentou um sucesso internacional fazendo ragga.
Hoje em dia o ragga tem uma cena muito forte em países da Europa como Itália, França, Espanha, Portugal e Alemanha, onde ocorrem diversos shows internacionais, soundclashes e grandes festivais dedicados ao gênero. Vários artistas locais também fazem sucesso nesses países cantando em seus idiomas de origem. O estilo atualmente é influente mundialmente, sendo bastante popular na Holanda, no norte da América do Sul (Suriname e Guyanas), no Japão, na África e é claro, por todas as ilhas do Caribe.

### Ragga Latino
O ragga latino, cantado na língua espanhola, surgiu no Panamá com cantores como Nando Boom e El General. Alguns anos depois, através do ritmo dembow, acabou gerando sua versão irmã, o reggaeton. Porém o reggaeton segue uma linha diferente com características próprias, embora ainda se assemelha-se bastante ao ragga-dancehall na linha de vocal e na marcação das batidas. O dancehall é bastante popular no Panamá, Colômbia, Venezuela, Costa Rica, República Dominicana e Chile.

### Ragga no Brasil
No Brasil, o ragga teve início nos anos 90 nas periferias da Grande São Paulo. Alguns pioneiros nesse estilo no Brasil foram toasters paulistas como Pepeu, Frank Frank, Rica Caveman (da banda Nômade), Grupo Kaya, Elementos da Terra, Família Abadá e o curitibano Toaster Eddie. Mesmo sem fazer propriamente o estilo ragga, grupos como Cidade Negra, Defalla, Skank, Planet Hemp e O Rappa deram uma importante contribuição ao mostrar ao grande público canções com forte influência de ragga/dancehall.
Mas foi só a partir dos anos 2000 que começaram a se espalhar pela cidade de São Paulo os soundsystems, equipes de produtores de festa com suas paredes de caixas de som, assim como foi em Kingston (capital da Jamaica). É nessa década que aparecem os primeiros DJs (como Magrão e Stranjah) e artistas a difundir o dancehall feito na cidade. Sua popularidade cresceu a partir de 2006, principalmente através da Família 7 Velas, coletivo pioneiro a expandir pelo Brasil a cultura de fazer ragga em português, em riddims de reggae e dancehall dos anos 2000. A Família 7 Velas surgiu em 2002 com Jimmy Luv, Arcanjo Ras, Xandão Cruz, Sambatuh e Funk Buia.   Fabiann ifrikan  Vitoria Espirito Santo Em meados de 2004 e Em meados de 2005 vieram as primeiras cantoras do estilo, Lei Di Dai e Mis Ivy. Vários cantores começaram a aparecer em São Paulo e por todo o país, como Sandro Black, Jeru Banto e Lápide (Rio de Janeiro), Mr. Dagga e Batidão Sonoro (DF), Mocambo (Curitiba), Pump Killa e Poetiza (São José do Rio Preto), MX Pow (Belo Horizonte), Sacal e Atômico MC (João Pessoa), Russo Passapusso e Fall Clássico (Salvador), Ragga Rural (Goiânia), Raggamano Koya e Bandoch (Porto Alegre), Complexo Ragga (Vitória da Conquista), Neguedmundo e MC Priguissa (Natal) e a RAGGANORTE (Mossoró/RN). Mas a grande maioria dos artistas de dancehall está concentrada em São Paulo, com destaque para Michel Irie, Likkle Jota, Amanajé SS, Caiuby, Toaster Nery, Dom Buya, Buia Kalunga, Guux, Skok, Rair Shekinah, Red Lion, Emcee Lê, Jr Little Car, Jah Wala, entre tantos outros jovens que surgem a cada dia nos bailes de periferia. Hoje a cidade vive e respira toda essa cultura, com mais de 50 equipes de som, diversos seletores, coletivos, equipes de dança e incontáveis cantores e cantoras jovens.

## Passos de dança do dancehall
A popularidade do dancehall gerou vários passos de dança que ajudam a dar mais vibe nas festas e deixam as performances de palco mais energéticas. Muitos dos passos vistos em videos de hip-hop na verdade são variações de passos do dancehall. Várias crews de dançarinos ganham notoriedade ao criar e popularizar esses passos, e muitos deejays como Elephant Man e Beenie Man escrevem letras sobre os novos passos de dança que surgem.
Alguns exemplos de passos de dança: "Like Glue", "The Myspace", "The Bogle", "Heel-Toe", "Blazay-Blazay", "Pon the River, Pon the Bank", "Chaka Chaka", "Scooby Doo", "Spongebob", "Signal the Plane", "Hot Fuk", "Tek Weh Yuhself", "Whine Up" (mix de pop, dance, R&B, hip-hop e dancehall), "Boosie Bounce", "Drive By", "Shovel It", "To Di World", "Dutty Wine", "Nuh Linga", "Beyonce Wine", "Gully Creepa".
Com o surgimento das dancehall queens executando os passos de dança, ajudoua elevar a cena dancehall a outro estágio. Com muita sensualidade em seus trajes, às vezes essas dançarinas podem chegar a beirar a vulgaridade. São sempre vistas com muito profissionalismo nos concursos onde concorrem a grandes prêmios, ganhando fama e status. Dancehall queens japonesas chegaram a vencer importantes concursos na Jamaica, se tornando altas celebridades no circuito dancehall internacional.